# Élections à la Chambre des conseillers du Japon de 2016
 (8 août 2016).
Les élections à la chambre des conseillers du Japon de 2016 (第24回参議院議員通常選挙, dai-nijūyon-kai Sangiin giin tsūjō senkyo, littéralement « 24es élections régulières des membres de la chambre des conseillers »)  se sont tenues le 10 juillet 2016 pour élire 121 des 242 sièges de la Chambre des conseillers. La Chambre des conseillers est la chambre haute de la Diète.

## Système électoral
Les électeurs sont les citoyens de plus de 18 ans, l'âge ayant été abaissé de 20 à 18 ans en juin 2015. Le vote n'est pas obligatoire.
La chambre des conseillers est constituée de 242 membres élus par moitié tous les 3 ans pour un mandat de 6 ans au suffrage direct. Les 121 sièges se répartissent en :
- 32 circonscriptions avec un siège élu par un vote uninominal majoritaire à un tour,
- 13 circonscriptions avec au maximum 6 sièges par un vote unique non transférable.
- la circonscription nationale pour les 48 sièges restants, sont élus à la proportionnelle par la méthode d'Hondt.

Pour les deux premiers types de circonscription elles correspondent à une préfecture, à l'exception de deux regroupements de préfectures créées en 2015. Le redécoupage électoral de 2015 a eu pour but de ramener le ratio entre les circonscriptions les plus et moins peuplées de 4,77 à 2,97,.
| Préfecture      | Nb de sièges à pourvoir par élection | Remarque                                                                                    |
| --------------- | ------------------------------------ | ------------------------------------------------------------------------------------------- |
| Aichi           | 4                                    | précédemment 3                                                                              |
| Akita           | 1                                    |                                                                                             |
| Aomori          | 1                                    |                                                                                             |
| Chiba           | 3                                    |                                                                                             |
| Ehime           | 1                                    |                                                                                             |
| Fukui           | 1                                    |                                                                                             |
| Fukuoka         | 3                                    | précédemment 2                                                                              |
| Fukushima       | 1                                    | précédemment 2 (à la suite du nouveau partitionnement de 2012)                              |
| Gifu            | 1                                    | précédemment 2 (à la suite du nouveau partitionnement de 2012)                              |
| Gunma           | 1                                    |                                                                                             |
| Hiroshima       | 2                                    |                                                                                             |
| Hokkaidō        | 3                                    | précédemment 2                                                                              |
| Hyōgo           | 3                                    | précédemment 2                                                                              |
| Ibaraki         | 2                                    |                                                                                             |
| Ishikawa        | 1                                    |                                                                                             |
| Iwate           | 1                                    |                                                                                             |
| Kagawa          | 1                                    |                                                                                             |
| Kagoshima       | 1                                    |                                                                                             |
| Kanagawa        | 4                                    | précédemment 3 (à la suite du nouveau partitionnement de 2012)                              |
| Kumamoto        | 1                                    |                                                                                             |
| Kyoto           | 2                                    |                                                                                             |
| Mie             | 1                                    |                                                                                             |
| Miyagi          | 1                                    | précédemment 2                                                                              |
| Miyazaki        | 1                                    |                                                                                             |
| Nagano          | 1                                    | précédemment 2                                                                              |
| Nagasaki        | 1                                    |                                                                                             |
| Nara            | 1                                    |                                                                                             |
| Niigata         | 1                                    | précédemment 2                                                                              |
| Ōita            | 1                                    |                                                                                             |
| Okayama         | 1                                    |                                                                                             |
| Okinawa         | 1                                    |                                                                                             |
| Osaka           | 4                                    | précédemment 3 (à la suite du nouveau partitionnement de 2012)                              |
| Saga            | 1                                    |                                                                                             |
| Saitama         | 3                                    |                                                                                             |
| Shiga           | 1                                    |                                                                                             |
| Shizuoka        | 2                                    |                                                                                             |
| Tochigi         | 1                                    |                                                                                             |
| Tokyo           | 6                                    | précédemment 5                                                                              |
| Tottori-Shimane | 1                                    | Regroupement des préfectures de Tottori et Shimane qui avaient précédemment chacune 1 siège |
| Toyama          | 1                                    |                                                                                             |
| Wakayama        | 1                                    |                                                                                             |
| Yamagata        | 1                                    |                                                                                             |
| Yamaguchi       | 1                                    |                                                                                             |
| Yamanashi       | 1                                    |                                                                                             |
| Tokushima-Kōchi | 1                                    | Regroupement des préfectures de Tokushima et Kōchi qui avaient précédemment chacune 1 siège |

## Contexte
Le gouvernement de Shinzō Abe, soutenu par son parti Parti libéral-démocrate et le Kōmeitō, est au pouvoir depuis le 26 décembre 2012.
En 2013, une partie du Parti de tous fait scission pour former le Parti de l'unité.